# IC 708
IC 708 ist eine elliptische Radiogalaxie vom Hubble-Typ E im Sternbild Großer Bär am Nordsternhimmel. Sie ist schätzungsweise 426 Millionen Lichtjahre von der Milchstraße entfernt und hat einen Durchmesser von etwa 160.000 Lichtjahren. Gemeinsam mit IC 709 bildet sie ein gebundenes Galaxienpaar. Vom Sonnensystem aus entfernt sich die Galaxie mit einer errechneten Radialgeschwindigkeit von näherungsweise 9.500 Kilometern pro Sekunde.
Im selben Himmelsareal befinden sich die Galaxien IC 711, IC 712, PGC 2330657, PGC 2333860.
Die Typ-Ia-Supernova SN 2004H wurde hier beobachtet.
Das Objekt wurde am 11. Mai 1890 vom US-amerikanischen Astronomen Lewis Swift entdeckt.